# Nahum Trebitsch

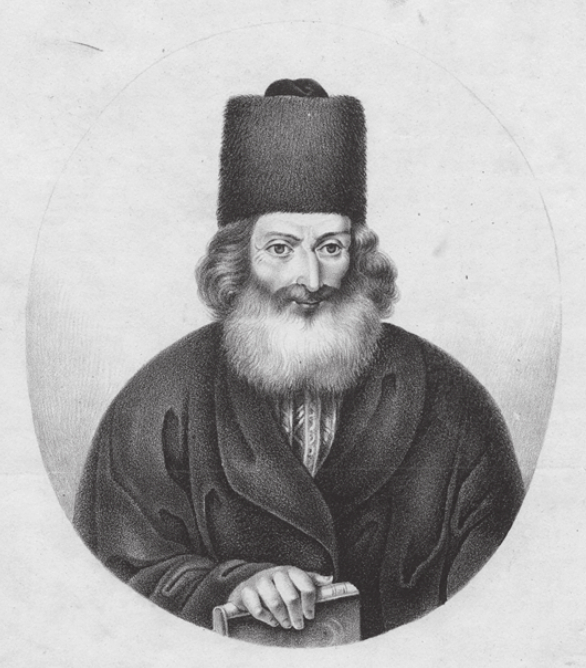
Nahum Trebitsch

Nahum Trebitsch (vollständig: Nehemiah Menahem Nahum Trebitsch; hebräisch נחום טרייביטש; geboren 14. August 1779 in Prag, Böhmen, Kaisertum Österreich; gestorben 4. Juli 1842 auf einer Kurreise nach Karlsbad) war ein mährischer Rabbiner.

## Leben
Trebitsch lernte an der Jeschiwa von Jakob Günzburg (geboren 1743 in Prag, gestorben 25. September 1815 ebenda), wo er den Talmud studierte. Jakob Günzburg ordinierte Trebitsch zum Rabbiner. 1811 wurde Trebitsch als Nachfolger von Jakob Günzburg zu einem der drei Prager Jeschiwaleiter gemacht. Trebitsch hielt für seinen im Alter erblindeten Lehrer Günzburg die Vorlesungen an der Jeschiwa bis zu dessen Tod. Dann übernahm er die Leitung der Jeschiwa. 1813 wurde Trebitsch Stiftsrabbiner an der Klaus des Simon Kuh in Prag. 1823 wurde Trebitsch als Talmudlehrer staatlich anerkannt.
1826 wurde Trebitsch zum Rabbiner von Prostějov berufen, auf Empfehlung des Landesrabbiners von Mähren, Mordecai Benet. Benet hatte Trebitsch 1825 auf einer Kurreise nach Karlsbad kennengelernt und war von ihm beeindruckt.
1832 wurde Trebitsch als Nachfolger von Mordecai Benet zum Landesrabbiner von Mähren gewählt. Während seiner Tätigkeit bekämpfte Trebitsch moderne und liberale Tendenzen, was ihn in Konflikt mit mehreren jüdischen Gemeinden und deren Rabbinern brachte. Er trat gegen die Benutzung der deutschen Sprache für Predigten ein. Außerdem versuchte er die Rabbiner Hirsch Baer Fassel, Abraham Neuda und Stößel wegen ihrer modernen Ansichten zu entlassen. Andererseits leitete er in Mikulov selbst eine deutsch-hebräische Schule. Er tolerierte es auch, dass einzelne seiner Schüler an der Universität studierten.

## Familie
Trebitsch wurde als Kind einer armen jüdischen Familie geboren. Sein Vater, Seligmann Salomon Trebitsch, war Synagogendiener an der Altneu-Synagoge. Seine Mutter hieß Judith. Trebitsch war verheiratet mit Rosel Schack, Tochter des Schochets Elias Schak. Das Ehepaar hatte 6 Kinder:
- Seligmann Trebitsch (1804–1879)
- Julianna Trebitsch (* 1806)
- Libusche Trebitsch (* 1808)
- Herschmann Trebitsch (* 1810)
- Regine Trebitsch (1812–1898)
- Moses Trebitsch (* 1813)[4][1][2]

## Schriften (Auswahl)
- Sefer Ḳovets ʻal Yad ha-ḥazaḳah, Anṭon Shmid, 1835
- Misped mar : ʻal mot adonenu ha-melekh ha-ḥasid ha-adir ha-raḥaman Frants ha-Rishon Ḳesar la-bet Esṭraykh zikhrono li-verakhah, Anṭon Shmid, 1835
- Schalom Jerusalem, Kommentar zum Jerusalemer Talmud und zu David Hirschel Fraenkels Kommentar, Wien 1821